# Campionato nordamericano maschile di pallavolo 2021
Il campionato nordamericano maschile di pallavolo 2021 si è svolto dal 18 al 23 agosto 2021 a Victoria de Durango, in Messico: al torneo hanno partecipato otto squadre nazionali nordamericane e la vittoria finale è andata per la prima volta a Porto Rico.

## Impianti
|                                                                                |  |  |
|                                                                                |  |  |
| Auditorio del Pueblo Città: Victoria de Durango Capienza: ? Anno d'apertura: ? |  |  |

## Regolamento

### Formula
Le squadre hanno disputato una prima fase a gironi con formula del girone all'italiana; al termine della prima fase:
- Le prime tre classificate di ogni girone hanno acceduto alla fase finale per il primo posto, strutturata in quarti di finale (a cui hanno partecipato le seconde e le terze classificate di ogni girone), semifinali, finale per il terzo posto e finale.
- Le due eliminate ai quarti di finale e le due quarte classificate alla fase a gironi hanno acceduto alla fase finale per il quinto posto, strutturata in semifinali, finale per il settimo posto e finale per il quinto posto.

### Criteri di classifica
Se il risultato finale è stato di 3-0 sono stati assegnati 5 punti alla squadra vincente e 0 a quella sconfitta, se il risultato finale è stato di 3-1 sono stati assegnati 4 punti alla squadra vincente e 1 a quella sconfitta, se il risultato finale è stato di 3-2 sono stati assegnati 3 punti alla squadra vincente e 2 a quella sconfitta.
L'ordine del posizionamento in classifica è stato definito in base a:
- Numero di partite vinte;
- Punti;
- Rapporto dei set vinti/persi;
- Rapporto dei punti realizzati/subiti;
- Risultati degli scontri diretti.

## Squadre partecipanti
| Squadra           | Qualificazione        | Ultima partecipazione |
| ----------------- | --------------------- | --------------------- |
| Canada            | Ranking nordamericano | Canada 2019           |
| Cuba              | Ranking nordamericano | Canada 2019           |
| Guatemala         | Ranking nordamericano | Canada 2019           |
| Messico           | Paese organizzatore   | Canada 2019           |
| Porto Rico        | Ranking nordamericano | Canada 2019           |
| Rep. Dominicana   | Ranking nordamericano | Canada 2019           |
| Stati Uniti       | Ranking nordamericano | Canada 2019           |
| Trinidad e Tobago | Ranking nordamericano | Stati Uniti 2017      |

## Torneo

### Prima fase
| Girone A          | Girone B        |
| ----------------- | --------------- |
| Canada            | Cuba            |
| Messico           | Guatemala       |
| Porto Rico        | Rep. Dominicana |
| Trinidad e Tobago | Stati Uniti     |

#### Girone A

##### Risultati
| 18 agosto 2021 Auditorio del Pueblo, Victoria de Durango Durata: 1h:32 - Spettatori: 150   | Canada     | 0 - 3 | Porto Rico        | 22-25, 20-25, 19-25        |
| 18 agosto 2021 Auditorio del Pueblo, Victoria de Durango Durata: 1h:07 - Spettatori: 1 000 | Messico    | 3 - 0 | Trinidad e Tobago | 25-11, 25-13, 25-8         |
| 19 agosto 2021 Auditorio del Pueblo, Victoria de Durango Durata: 1h:12 - Spettatori: 100   | Canada     | 3 - 0 | Trinidad e Tobago | 25-22, 25-18, 25-14        |
| 19 agosto 2021 Auditorio del Pueblo, Victoria de Durango Durata: 2h:08 - Spettatori: 1 000 | Messico    | 3 - 1 | Porto Rico        | 20-25, 25-22, 25-20, 25-18 |
| 20 agosto 2021 Auditorio del Pueblo, Victoria de Durango Durata: 1h:18 - Spettatori: 100   | Porto Rico | 3 - 0 | Trinidad e Tobago | 25-17, 25-16, 25-18        |
| 20 agosto 2021 Auditorio del Pueblo, Victoria de Durango Durata: 1h:40 - Spettatori: 1 200 | Messico    | 3 - 0 | Canada            | 25-21, 28-26, 25-21        |

##### Classifica
| Pos. | Squadra           | Pt | G | V | P | SV | SP | Ratio | PF  | PS  | Ratio |
| ---- | ----------------- | -- | - | - | - | -- | -- | ----- | --- | --- | ----- |
| 1    | Messico           | 14 | 3 | 3 | 0 | 9  | 1  | 9,000 | 248 | 185 | 1,340 |
| 2    | Porto Rico        | 11 | 3 | 2 | 1 | 7  | 3  | 2,333 | 235 | 207 | 1,135 |
| 3    | Canada            | 5  | 3 | 1 | 2 | 3  | 6  | 0,500 | 204 | 207 | 0,985 |
| 4    | Trinidad e Tobago | 0  | 3 | 0 | 3 | 0  | 9  | 0,000 | 137 | 225 | 0,608 |

#### Girone B

##### Risultati
| 18 agosto 2021 Auditorio del Pueblo, Victoria de Durango Durata: 2h:28 - Spettatori: 100 | Stati Uniti     | 3 - 2 | Guatemala       | 24-26, 25-23, 23-25, 25-20, 15-10 |
| 18 agosto 2021 Auditorio del Pueblo, Victoria de Durango Durata: 2h:05 - Spettatori: 850 | Cuba            | 3 - 1 | Rep. Dominicana | 25-17, 29-31, 25-21, 25-19        |
| 19 agosto 2021 Auditorio del Pueblo, Victoria de Durango Durata: 1h:29 - Spettatori: 0   | Cuba            | 3 - 0 | Guatemala       | 25-22, 25-22, 25-19               |
| 19 agosto 2021 Auditorio del Pueblo, Victoria de Durango Durata: 2h:04 - Spettatori: 600 | Stati Uniti     | 3 - 1 | Rep. Dominicana | 25-18, 23-25, 25-18, 26-24        |
| 20 agosto 2021 Auditorio del Pueblo, Victoria de Durango Durata: 2h:04 - Spettatori: 200 | Rep. Dominicana | 3 - 1 | Guatemala       | 29-31, 25-16, 25-19, 25-19        |
| 20 agosto 2021 Auditorio del Pueblo, Victoria de Durango Durata: 1h:30 - Spettatori: 600 | Stati Uniti     | 0 - 3 | Cuba            | 23-25, 23-25, 20-25               |

##### Classifica
| Pos. | Squadra         | Pt | G | V | P | SV | SP | Ratio | PF  | PS  | Ratio |
| ---- | --------------- | -- | - | - | - | -- | -- | ----- | --- | --- | ----- |
| 1    | Cuba            | 14 | 3 | 3 | 0 | 9  | 1  | 9,000 | 254 | 217 | 1,170 |
| 2    | Stati Uniti     | 7  | 3 | 2 | 1 | 6  | 6  | 1,000 | 277 | 264 | 1,049 |
| 3    | Rep. Dominicana | 6  | 3 | 1 | 2 | 5  | 7  | 0,714 | 277 | 288 | 0,961 |
| 4    | Guatemala       | 3  | 3 | 0 | 3 | 3  | 9  | 0,333 | 252 | 291 | 0,865 |

### Finali 1º e 3º posto
|  | Quarti | Quarti          | Quarti |  |  | Semifinali | Semifinali | Semifinali |  |                 | Finale          | Finale          | Finale |
|  |        |                 |        |  |  |            |            |            |  |                 |                 |                 |        |
|  |        |                 |        |  |  | 1B         | Cuba       | 1          |  |                 |                 |                 |        |
|  |        |                 |        |  |  | 1B         | Cuba       | 1          |  |                 |                 |                 |        |
|  |        |                 |        |  |  | 2A         | Porto Rico | 3          |  |                 |                 |                 |        |
|  | 2A     | Porto Rico      | 3      |  |  | 2A         | Porto Rico | 3          |  |                 |                 |                 |        |
|  | 2A     | Porto Rico      | 3      |  |  |            |            |            |  |                 |                 |                 |        |
|  | 3B     | Rep. Dominicana | 1      |  |  |            |            |            |  |                 |                 |                 |        |
|  | 3B     | Rep. Dominicana | 1      |  |  |            |            |            |  | 2A              | Porto Rico      | 3               |        |
|  |        |                 |        |  |  |            |            |            |  | 2A              | Porto Rico      | 3               |        |
|  |        |                 |        |  |  |            |            |            |  |                 | 3A              | Canada          | 0      |
|  |        |                 |        |  |  |            |            |            |  |                 | 3A              | Canada          | 0      |
|  |        |                 |        |  |  |            |            |            |  |                 |                 |                 |        |
|  |        |                 |        |  |  |            |            |            |  |                 |                 |                 |        |
|  |        |                 |        |  |  | 1A         | Messico    | 0          |  | Finale 3° posto | Finale 3° posto | Finale 3° posto |        |
|  |        |                 |        |  |  | 1A         | Messico    | 0          |  |                 |                 |                 |        |
|  |        |                 |        |  |  | 3A         | Canada     | 3          |  |                 | 1B              | Cuba            | 3      |
|  | 2B     | Stati Uniti     | 2      |  |  |            | Canada     | 3          |  |                 | 1B              | Cuba            | 3      |
|  | 2B     | Stati Uniti     | 2      |  |  |            |            |            |  | 1A              | Messico         | 0               |        |
|  | 3A     | Canada          | 3      |  |  |            |            |            |  |                 | Messico         | 0               |        |
|  | 3A     | Canada          | 3      |  |  |            |            |            |  |                 |                 |                 |        |

#### Quarti di finale
| 21 agosto 2021 Auditorio del Pueblo, Victoria de Durango Durata: 2h:07 - Spettatori: 600 | Stati Uniti | 2 - 3 | Canada          | 25-22, 22-25, 15-25, 25-22, 10-15 |
| 21 agosto 2021 Auditorio del Pueblo, Victoria de Durango Durata: 1h:55 - Spettatori: 300 | Porto Rico  | 3 - 1 | Rep. Dominicana | 25-22, 22-25, 25-16, 25-23        |

#### Semifinale
| 22 agosto 2021 Auditorio del Pueblo, Victoria de Durango Durata: 2h:03 - Spettatori: 850   | Cuba    | 1 - 3 | Porto Rico | 16-25, 25-19, 24-26, 29-31 |
| 22 agosto 2021 Auditorio del Pueblo, Victoria de Durango Durata: 1h:17 - Spettatori: 1 200 | Messico | 0 - 3 | Canada     | 22-25, 17-25, 18-25        |

#### Finale 3º posto
| 23 agosto 2021 Auditorio del Pueblo, Victoria de Durango Durata: 2h:01 - Spettatori: 700 | Cuba | 1 - 3 | Messico | 25-22, 18-25, 28-30, 25-27 |

#### Finale
| 23 agosto 2021 Auditorio del Pueblo, Victoria de Durango Durata: 1h:22 - Spettatori: 1 000 | Porto Rico | 3 - 0 | Canada | 25-18, 25-21, 25-23 |

### Finali 5º e 7º posto
|  | Semifinali        | Semifinali        | Semifinali  |             |                 | Finale 5º posto   | Finale 5º posto   | Finale 5º posto |  |
|  |                   |                   |             |             |                 |                   |                   |                 |  |
|  | Trinidad e Tobago | Trinidad e Tobago | 0           |             |                 |                   |                   |                 |  |
|  | Trinidad e Tobago | Trinidad e Tobago | 0           |             |                 |                   |                   |                 |  |
|  | Rep. Dominicana   | Rep. Dominicana   | 3           |             |                 |                   |                   |                 |  |
|  | Rep. Dominicana   | Rep. Dominicana   | 3           |             | Rep. Dominicana | Rep. Dominicana   | 1                 |                 |  |
|  |                   |                   |             |             | Rep. Dominicana | Rep. Dominicana   | 1                 |                 |  |
|  |                   |                   | Stati Uniti | Stati Uniti | 3               |                   |                   |                 |  |
|  | Guatemala         | Guatemala         | Stati Uniti | Stati Uniti | 3               | 1                 |                   |                 |  |
|  | Guatemala         | Guatemala         |             |             |                 | 1                 |                   |                 |  |
|  | Stati Uniti       | Stati Uniti       | 3           |             |                 | Finale 7º posto   | Finale 7º posto   | Finale 7º posto |  |
|  | Stati Uniti       | Stati Uniti       | 3           |             |                 |                   |                   |                 |  |
|  |                   |                   |             |             |                 |                   |                   |                 |  |
|  |                   |                   |             |             |                 | Trinidad e Tobago | Trinidad e Tobago | 0               |  |
|  |                   |                   |             |             |                 | Trinidad e Tobago | Trinidad e Tobago | 0               |  |
|  |                   |                   |             |             |                 | Guatemala         | Guatemala         | 3               |  |

#### Semifinale
| 22 agosto 2021 Auditorio del Pueblo, Victoria de Durango Durata: 1h:18 - Spettatori: 125 | Trinidad e Tobago | 0 - 3 | Rep. Dominicana | 19-25, 20-25, 22-25        |
| 22 agosto 2021 Auditorio del Pueblo, Victoria de Durango Durata: 1h:56 - Spettatori: 100 | Guatemala         | 1 - 3 | Stati Uniti     | 25-23, 22-25, 19-25, 31-33 |

#### Finale 7º posto
| 21 agosto 2021 Auditorio del Pueblo, Victoria de Durango Durata: 1h:17 - Spettatori: 100 | Trinidad e Tobago | 0 - 3 | Guatemala | 22-25, 22-25, 21-25 |

#### Finale 5º posto
| 21 agosto 2021 Auditorio del Pueblo, Victoria de Durango Durata: 1h:53 - Spettatori: 150 | Rep. Dominicana | 1 - 3 | Stati Uniti | 25-21, 22-25, 22-25, 21-25 |

## Classifica finale
| Pos     | Squadra           | Rosa |
| ------- | ----------------- | --- |
| Oro     | Porto Rico        | Formazione: 1 García, 4 Del Valle, 5 Nieves, 7 Ar. Iglesias, 9 Molina, 10 Ad. Iglesias, 13 Nido, 14 Vargas, 15 Rodríguez, 17 López, 18 Alomar, 24 Santiago, CT: Antonetti           |
| Argento | Canada            | Formazione: 3 J. Elser, 5 Howe, 6 Pereira, 7 Eshenko, 8 Lui, 10 Hofer, 11 Ketrzynski, 12 Bere, 13 McCarthy, 14 Loeppky, 17 Koppers, 21 Walsh, 23 Demyanenko, 24 M. Elser, CT: McKay |
| Bronzo  | Messico           | Formazione: 2 Hernández, 3 Garay, 5 Parra, 7 González, 8 Fuentes, 9 Téllez, 10 Rangel, 13 Martínez, 14 Cruz, 15 Aranda, 16 Chávez, 20 Mendoza, 23 López, 25 Olvera, CT: Azair       |
| 4       | Cuba              | Formazione: 1 Massó, 2 Ramírez, 3 Cárdenas, 7 García, 10 Gutiérrez, 11 Taboada, 12 Herrera, 13 Charles, 14 Goide, 15 Rodríguez, 16 Léon, 18 López, 19 Pedroso, 20 Lescay, CT: Muñoz |
| 5       | Stati Uniti       | Formazione: 3 Olivier, 5 Gianni, 6 Kobrine, 7 Rottman, 8 Mitchem, 9 Hanes, 12 Wildman, 13 McHenry, 15 Penrose, 16 Tuaniga, 19 Sanders, 20 Wilmot, 24 Dagostino, 25 Briggs, CT: Read |
| 6       | Rep. Dominicana   | Formazione: 1 Tapia, 2 Reinoso, 3 Almonte, 4 Hernández, 5 Florián, 6 Méndez, 7 Turbides, 8 López, 9 Capellan, 11 de Jesús, 13 Mercedes, 14 Romero, 18 Paulino, 19 Cruz, CT: Mañón   |
| 7       | Guatemala         | Formazione: 2 López, 3 Menéndez, 7 Ruano, 8 Santa Cruz, 10 Aragón, 11 M. González, 12 Pineda, 15 Hernández, 17 G. González, 19 Carrillo, 21 Salas, CT: Fernández                    |
| 8       | Trinidad e Tobago | Formazione: 2 David, 4 Grant, 5 Bushe, 6 Roberts, 8 Donald, 9 Theodore, 11 R. Stewart, 13 D. Stewart, 18 Legall, 19 Harry, CT: Dickson                                              |

|  |  | Qualificate al campionato mondiale 2022 |

## Premi individuali[2]
| Premio                | Nome               | Squadra         |
| --------------------- | ------------------ | --------------- |
| MVP                   | Arturo Iglesias    | Porto Rico      |
| Miglior realizzatore  | Henry Tapia        | Rep. Dominicana |
| Miglior servizio      | Josué López        | Messico         |
| Miglior difesa        | Dennis Del Valle   | Porto Rico      |
| Miglior ricezione     | Carlos López       | Guatemala       |
| Miglior palleggiatore | Pedro Rangel       | Messico         |
| Miglior opposto       | Henry Tapia        | Rep. Dominicana |
| Miglior schiacciatore | Miguel Ángel López | Cuba            |
| Miglior schiacciatore | Brandon Koppers    | Canada          |
| Miglior centrale      | José Massó         | Cuba            |
| Miglior centrale      | Dawilin Méndez     | Rep. Dominicana |
| Miglior libero        | Dennis Del Valle   | Porto Rico      |